# Los Pozos (Córdoba)
Los Pozos es una localidad situada en el departamento Ischilín, Córdoba, Argentina.
Se encuentra ubicada a 2 km de la RN 60. Dista de la Ciudad de Córdoba 80 km.

## Economía
Entre las principales actividades económicas se encuentran la agricultura, la ganadería y el turismo. Los principales cultivos son la soja, el maíz y el trigo. La elaboración de productos regionales, como alfajores, dulces caseros, etc., y la producción láctea son también actividades importantes.
Existen en la comuna un puesto policial, un dispensario y un edificio comunal en donde se efectúan las funciones administrativas.

## Población
Cuenta con 91 habitantes (Indec, 2010), lo que representa un incremento del 15% frente a los 34 habitantes (Indec, 2001) del censo anterior.
| Gráfica de evolución demográfica de Los Pozos entre 1991 y 2010 |
|                                                                 |
| Fuente: Censos nacionales del INDEC                             |

## Clima
El clima de la localidad es templado con estación seca, registrándose una temperatura promedio anual de 25°, temperaturas menores de 0° en invierno y superiores a 40° en verano. El promedio de precipitación anual es de 700 mm.